# Historische topografische kaarten
Historische topografische kaarten is een Nederlandse reeks topografische atlassen uitgegeven door uitgeverij 12 Provinciën in Landsmeer. In ieder deel van deze enige jaren geleden uitgegeven provinciale historische atlassen in groot formaat, treft men 63 kaartbladen aan van de Chromo-Topografische Kaart van het Koninkrijk der Nederlanden op schaal 1:25.000. Elk kaartblad is in kleur en op twee pagina's afgedrukt en geeft het kaartbeeld uit het begin van de 20e eeuw weer. De oorspronkelijke kaarten zijn merendeels tussen ongeveer 1904 en 1916 door de Topografische Dienst uitgegeven.
Alle kaartbladen zijn voorzien van een datering van verkenning(en), herziening(en) en de laatste uitgave. Korte inleidingen over de geschiedenis van de cartografie, de Chromo-Topografische Kaart, de veranderingen in het landschap, de geschiedenis van  de verschillende provincies evenals een literatuurlijst, websites, een bladwijzer en een legenda gaan vooraf aan de kaarten.
In de inleiding treft men zwart-witfoto's aan, terwijl ook kleurenafbeeldingen van topografische kaarten worden afgebeeld. Achter in de atlas is een plaatsnamenregister opgenomen.